# XIGNCODE3
XIGNCODE3 是為大型多人線上遊戲所發行的一款遊戲反作弊軟體，被用於如新楓之谷（南韓版）、戰地之王等網路遊戲中。XIGNCODE為wellbia所製作。

新楓之谷（遊戲橘子）於2015年11月25日開始使用XIGNCODE3。

南韓版《跑跑卡丁車》於2015年12月10日開始使用XIGNCODE3，中國大陸版和臺灣版則分別於同年12月17日和12月18日開始使用XIGNCODE3。
《絕對武力Online》（遊戲橘子）於2018年3月16日移除使用XIGNCODE3
《黑色沙漠》於2021年2月3日移除使用XIGNCODE3
目前熱門遊戲中有使用XIGNCODE3的有:
- 新瑪奇英雄傳
- SF Online
- 跑Online (經STOVE啟動器啟動的南韓版，台港澳版依然使用EasyAntiCheat)
- 跑跑卡丁車
- 新楓之谷ㄧ
- 艾爾之光
- 絲路紀元
- DJMax Respect
- Soulworker
- 巨商
- 十二之天貳
- 二之國
- 七大罪光與暗之交戰
- BLUE PROTOCOL